# Sumak (geslacht)
Sumak (Rhus) is een geslacht van ongeveer 250 soorten struiken en kleine bomen uit de pruikenboomfamilie (Anacardiaceae). De botanische naam Rhus is afgeleid van het Oudgriekse woord voor sumak: 'rhous'. De soorten komen voor in Eurazië, op de Canarische Eilanden, in Noordwest-Afrika, Noord- en Centraal-Amerika, op de Bahama's en in Cuba.
De bladeren zijn spiraalsgewijs gerangschikt. Ze zijn meestal geveerd, hoewel sommige soorten drievoudige of enkelvoudige bladeren hebben. De bloemen zijn in dichte (schijn)aren gerangschikt. Elke aar met bloemen is 5-30 cm lang. De bloem is erg klein, crèmekleurig wit, groen of rood en bestaat uit vijf kroonbladen. De vruchten vormen dichte groepen van rode steenvruchten. Het geslacht komt voor in subtropische en warme gebieden over de hele wereld, met de grootste diversiteit in zuidelijk Afrika.

## Teelt en gebruik
Het vruchtvlees van de steenvruchten wordt gedroogd en tot poeder fijngemalen als specerij in sommige landen in het Midden-Oosten gebruikt. Het heeft een frisse, zurige smaak; in Nederland wordt deze specerij onder de naam zuurkruid verkocht. In Noord-Amerika wordt Rhus glabra en Rhus typhina soms gebruikt om drank te maken die "sumac-ade" of "Indiaanse limonade" of "rhus sap" genoemd wordt. Deze drank wordt gemaakt door de steenvruchten in koel water te weken, dit door een katoenen doek te filteren en het te zoeten.
Indianen gebruiken de bladeren en bessen van beide bomen ook samen met tabak in traditionele tabaksmengsels.
Het sap van de sumak werd in de 17e en 18e eeuw vaak gebruikt als lak voor meubels, kamerschermen, serviesgoed en plaquettes. Deze techniek werd vooral gebruikt in Japan en het staat dan ook bekend als "Japans lakwerk".

## Soorten
Soorten uit Azië en Nieuw-Guinea:
- Rhus amherstensis W.W.Sm.
- Rhus caudata Lauterb.
- Rhus chinensis Mill.
- Rhus dhuna Buch.-Ham. ex Hook.f.
- Rhus hypoleuca Champ. ex Benth.
- Rhus lamprocarpa Merr. & L.M.Perry
- Rhus lenticellosa Lauterb.
- Rhus linguata Slis
- Rhus potaninii Maxim.
- Rhus punjabensis J.L.Stewart ex Brandis
- Rhus taishanensis S.B.Liang
- Rhus teniana Hand.-Mazz.
- Rhus wilsonii Hemsl.

Soort uit Australië:
- Rhus taitensis Guill.

Soorten uit het Middellandse Zeegebied en Noordwest-Afrika:
- Rhus coriaria L. - Sumak

Soorten uit Noord-Amerika:
- Rhus aromatica Aiton
- Rhus choriophylla Wooton & Standl.
- Rhus copallinum L.
- Rhus glabra L.
- Rhus integrifolia (Nutt.) Benth. & Hook.f. ex W.H.Brewer & S.Watson
- Rhus kearneyi F.A.Barkley
- Rhus lanceolata (A.Gray) Britton
- Rhus lentii Kellogg
- Rhus michauxii Sarg.
- Rhus microphylla Engelm.
- Rhus ovata S.Watson
- Rhus trilobata Nutt.
- Rhus typhina L. - Fluweelboom of Azijnboom
- Rhus virens Lindh. ex A.Gray

Soorten uit Mexico en Midden-Amerika zijn:
- Rhus allophyloides Standl.
- Rhus andrieuxii Engl.
- Rhus arsenei F.A.Barkley
- Rhus bahamensis G.Don
- Rhus barclayi (Hemsl.) Standl.
- Rhus chondroloma Standl.
- Rhus ciliolata Turcz.
- Rhus duckerae F.A.Barkley
- Rhus galeottii Standl.
- Rhus hartmanii F.A.Barkley
- Rhus jaliscana Standl.
- Rhus muelleri Standl. & F.A.Barkley
- Rhus nelsonii F.A.Barkley
- Rhus oaxacana Loes.
- Rhus pachyrrhachis Hemsl.
- Rhus palmeri Rose
- Rhus rubifolia Turcz.
- Rhus schiedeana Schltdl.
- Rhus schmidelioides Schltdl.
- Rhus standleyi F.A.Barkley
- Rhus tamaulipana B.L.Turner
- Rhus tepetate Standl. & F.A.Barkley
- Rhus terebinthifolia Schltdl. & Cham.
- Rhus vestita Loes.

Soorten uit Oceanië:
- Rhus sandwicensis A.Gray

## Hybriden
- Rhus × ashei (Small) Greene
- Rhus × pulvinata Greene